# Építés- és Közmunkaügyi Minisztérium
Az Építés- és Közmunkaügyi Minisztérium Magyarország egykori minisztériuma volt. 1946 és 1949 között állt fenn. Élén az építés- és közmunkaügyi miniszter állt. 

## Feladatköre
Feladatkörébe tartoztak a magas és mélyépítési ügyek, az építésrendészet, a város- és tájrendezés, az építőipari anyaggazdálkodás, a hatósági munkaerő-gazdálkodás ügyei, a közmunka, az építőipari hatósági és a középítkezési ügyek.

## Története
Jogelődje az Újjáépítési Minisztérium volt, amelynek a feladatkörét törvénnyel rendezték át. Az 1946. október 12-én  létrejött Építés- és Közmunkaügyi Minisztérium minisztere az előző minisztérium vezetője, Mistéth Endre lett.

## Vezetői
- Mistéth Endre miniszter